# 吐京郡
吐京郡，中国南北朝时设置的郡。
北魏太平真君九年（448年）置，治所在岭西县（后改吐京县，即今山西省石楼县）。辖境相当今山西省石楼、交口等县地。隋朝开皇初年省。东魏另有侨置东吐京郡、西吐京郡，参见南汾州。